# 池田ゆい
池田 ゆい（いけだ ゆい　1973年 - ）は、日本のタレント。星座はいて座。血液型はO型。趣味は音楽鑑賞、ピアノの弾き語り、猫と遊ぶ事、食べ歩き、占い。モットーは「明日死んでもいい生き方」。

## 来歴
- 京都府出身。幼少の頃よりピアノ・バイオリン・琴・ダンス・歌などの芸術に親しむ。中学卒業後、東京へ移り、音楽高校時代はダンス部部長。短期大学在学中はラクロス部に所属。
- 1995年4月　三和銀行（現・三菱UFJ銀行）入行。資金為替部にてカスタマーディーラーを勤める。
- 1997年12月　三和銀行退社。家業の手伝いの傍ら、都内各所で、ヴォーカリストとして、ジャズライブを行う。
- 1998年10月　「ミス伊豆の踊り子コンテスト」にて準ミスに選ばれる。
- 2000年10月　フラメンコと出会う。その後、派遣社員やアルバイトなどをしながら、ほぼ毎日、レッスン・練習生活に明け暮れる。
- 2005年夏以降から、都内を中心に、ライブ活動等を行う。
- 2006年8月　3年間の花屋の経験を活かし、「お茶のできるお花屋さん」をテーマに「花カフェ」をオープン。
- 2008年3月〜　企業サイトにて「トレード日記」を綴り、FXブログランキングにて、最高4位を記録。一躍人気ブロガーに。以後、雑誌の取材、セミナー講師など、FXタレントとして活動する。その傍ら、あるときはカフェの広告塔、ヴォーカリスト、 踊り手として、多方面にて活躍中。

## 著書

### 単著
- 『爆勝 資金を短期で10倍にするFX投資法則』（日本文芸社, 2008年）

## 外部サイト
- 池田ゆいの初めてのFX！
- 池田ゆい (@ikedayui) - X（旧Twitter）